# Поджаров Павло Кузьмич
Павло Кузьмич Поджаров (22 березня 1913, село Піщане, тепер Куп'янського району Харківської області — 14 червня 1988, місто Привілля Лисичанської міської ради Луганської області) — український радянський діяч, вибійник шахти № 5 «Тошківка» тресту «Первомайськвугілля» Попаснянського району Ворошиловградської області, новатор виробництва. Герой Соціалістичної Праці (28.08.1948). Депутат Верховної Ради УРСР 3-го скликання. 

## Життєпис
Народився у селянській родині, батько також працював вибійником на шахтах Донбасу. Трудову діяльність розпочав у 1923 році пастухом, працював трактористом у радгоспі.
У 1931 році переїхав на Донбас, працював на шахті № 1/2 тресту «Лисичанськвугілля» у механічному цеху. Майже 4 роки працював на поверхні машиністом насоса, машиністом підйомної машини, слюсарем з ремонту механізмів.
У 1935 — 1937 — служба в Червоній армії.
У 1937 році повернувся працювати на шахту, опанував спеціальність вибійника. Перейшовши на шахту № 14 тресту «Первомайськвугілля» Ворошиловградської області, незабаром став відомим як один з передових вибійників Донбасу. З початком німецько-радянської війни продовжував працювати в шахті, разом з іншими шахтарями працював на будівництві оборонних споруд.
У 1942 році був евакуйований на Урал, направлений на роботу в Кізеловський вугільний басейн РРФСР. Працював спочатку слюсарем в механічному цеху шахти № 2 «Капітальна». Незабаром, вивчивши особливості залягання вугільних пластів, спустився в забій. Працюючи на проходженні ската застосував свій власний новий метод швидкісної проходки — метод глибокого врубу по постанню виробки, з подальшим відбоєм стельової товщі вугілля зверху вниз. Новий метод виявився виключно продуктивним, що дало змогу виконувати за зміну 12-15 норм. У 1944 році встановив рекорд виїмки твердих порід крутопадаючих пластів. Удосконалив відбійний молоток, підвищив його виробничі можливості на 25 відсотків.
Член ВКП(б) з 1944 року.
У 1946 році отримав Сталінську премію за впровадження нових передових методів праці в гірничорудній промисловості, що забезпечують значне підвищення видобутку вугілля і руди.
Вісім років пропрацював в Кізеловському вугільному басейні Молотовської області (тепер — Пермського краю), РРФСР. У 1950 році був переведений на роботу в Донбас.
З 1950 року — вибійник шахти № 5 «Тошківка» тресту «Первомайськвугілля» Ворошиловградської області. Декілька років керував шахтами, а потім тривалий час був на відповідальній роботі в ЦК профспілки робітників вугільної промисловості. Останні роки працював заступником директора старійшої у Донецькому басейні шахти «Привільнянська-Північна» (тепер — шахта імені Капустіна) міста Привілля Ворошиловградської області.
Потім — на пенсії у місті Привілля Лисичанської міської ради Ворошиловградської області.

## Нагороди
- Герой Соціалістичної Праці (28.08.1948)
- два ордени Леніна (1947, 28.08.1948)
- орден Трудового Червоного Прапора
- лауреат Сталінської премії 3-го ст. (1946)
- медалі
- знак «Шахтарська слава» трьох ступенів
- «Почесний шахтар СРСР» (1948)